# 조진웅
조진웅(본명: 조원준, 1976년 3월 3일 ~ )은 대한민국의 배우이다.

## 출연 작품

### 텔레비전 드라마
| 연도 | 방송사              | 제목                       | 역할                | 비고                  | 일본판 성우진   |
| ---- | ------------------- | -------------------------- | ------------------- | --------------------- | --------------- |
| 2007 | tvN                 | 《로맨스 헌터》            | 박철기              |                       |                 |
| 2008 | OCN                 | 《과거를 묻지 마세요》     | 배윤구              |                       |                 |
| 2008 | KBSN                | 《복권삼인조》             | 박사장              |                       |                 |
| 2009 | KBS2                | 《솔약국집 아들들》        | 브루터스 리(이원영) | 주말연속극            |                 |
| 2009 | KBS2                | 《열혈 장사꾼》            | 순길                | 주말 특별기획 드라마  |                 |
| 2010 | KBS2                | 《추노》                   | 곽한섬              | 수목드라마            | 사토우 코우타   |
| 2010 | MBC                 | 《신이라 불리운 사나이》   | 장호                | 주말 특별기획 드라마  |                 |
| 2010 | MBC                 | 《욕망의 불꽃》            | 강준구              | 주말 특별기획 드라마  |                 |
| 2011 | KBS2                | 《사랑을 믿어요》          | 김철수              | 주말연속극            |                 |
| 2011 | SBS                 | 《뿌리깊은 나무》          | 무휼                | SBS 대기획            |                 |
| 2014 | KBS2                | 《태양은 가득히》          | 박강재              | 월화드라마            |                 |
| 2016 | tvN                 | 《시그널》                 | 이재한              | 금토드라마            | 오오야마 타케시 |
| 2016 | tvN                 | 《안투라지》               | 김은갑              | 불금불토드라마        |                 |
| 2023 | JTBC                | 《나쁜 엄마》              | 최해식              | 수목드라마 (특별출연) |                 |
| 2024 | U+모바일TV, 디즈니+ | 《노 웨이 아웃 : 더 룰렛》 | 백중식              |                       |                 |

### 영화
- 2004년 《말죽거리 잔혹사》 ... 야생마 패거리 역
- 2004년 《우리 형》 ... 두식 역
- 2006년 《Hello Stranger》 ... 용길 역
- 2006년 《야수》 ... 구룡파 조직원 역
- 2006년 《비열한 거리》 ... 영필 역
- 2006년 《강적》 ... 신 형사 역
- 2006년 《폭력써클》 ... 조홍규 역
- 2008년 《마지막 선물》 ... 백인철 역
- 2008년 《마이 뉴 파트너》 ... 정영철 역
- 2008년 《GP506》 ... 취사병 역
- 2008년 《스페어》 ... 밀매업자 역 (목소리 출연)
- 2008년 《쌍화점》 ... 태안공 역
- 2008년 《달콤한 거짓말》 ... 정한상 역
- 2009년 《부산》 ... 한상구 역
- 2009년 《국가대표》 ... 방송해설자 역 (우정출연)
- 2009년 《날아라 펭귄》 ... Episode 2 한창수 역
- 2010년 《살생유희》 ... 독사 역
- 2010년 《맨발의 꿈》 ... 제임스 역 (우정출연)
- 2010년 《베스트셀러》 ... 찬식 역
- 2011년 《글러브》 ... 챨스 역
- 2011년 《고지전》 ... 유재호 역
- 2011년 《퍼펙트 게임》 ... 김용철 역
- 2012년 《범죄와의 전쟁: 나쁜놈들 전성시대》 ... 김판호 역
- 2012년 《5백만불의 사나이》 ... 김승대 역 (우정출연)
- 2012년 《용의자X》 ... 조민범 역
- 2013년 《박수건달》 ... 황만삼 검사 역 (특별출연)
- 2013년 《분노의 윤리학》 ... 박명록 역
- 2013년 《파파로티》 ... 이창수 역
- 2013년 《화이: 괴물을 삼킨 아이》 ... 윤기태 역
- 2014년 《끝까지 간다》 ... 박창민 역
- 2014년 《군도: 민란의 시대》 ... 이태기 역
- 2014년 《명량》 ... 와키자카 야스하루 역 (천만영화)
- 2014년 《우리는 형제입니다》 ... 박상연 목사 역
- 2015년 《허삼관》 ... 안씨 역
- 2015년 《장수상회》 ... 김장수 역
- 2015년 《암살》 ... 추상옥 (속사포) 역 (천만영화)
- 2015년 《파울볼》 ... 내레이션 역
- 2016년 《아가씨》 ... 코우즈키 역
- 2016년 《사냥》 ... 박동근 / 박명근 역
- 2016년 《국가대표 2》 ... 한국 해설가 역
- 2017년 《해빙》 ... 변승훈 역
- 2017년 《보안관》 ... 구종진 역
- 2017년 《마차 타고 고래고래》 ... 서 기자 역
- 2017년 《범죄도시》 ... 광역수사대 강 팀장 역
- 2017년 《대장 김창수》 ... 김창수 역
- 2018년 《독전》 ... 조원호 역 (일본어 더빙: 시로쿠마 히로시)
- 2018년 《공작》 ... 최학성 역
- 2018년 《완벽한 타인》 ... 석호 역
- 2019년 《광대들: 풍문조작단》 ... 덕호 역
- 2019년 《퍼펙트맨》 ,,, 강영기 역
- 2019년 《블랙머니》 ... 양민혁 역
- 2020년 《사라진 시간》 ... 박형구 역
- 2021년 《1984 최동원》 ... 내레이션 역
- 2022년 《경관의 피》 ... 박강윤 역
- 2023년 《대외비》 ... 전해웅 역
- 2023년 《소년들》 … 오재형 역 (우정출연)
- 2023년 《독전 2》 ... 조원호 역 (일본어 더빙: 시로쿠마 히로시)
- 2024년 《데드맨》 ... 이만재 역

### 연극
| 연도 | 제목                         | 역할           | 비고 |
| ---- | ---------------------------- | -------------- | ---- |
| 2001 | 《바리데기》                 | 무장승 외 다수 |      |
| 2002 | 《앵무가》                   | 호랑이         |      |
| 2003 | 《맥베드》                   | 맥베드         |      |
| 2003 | 《베로니카 죽기로 결심하다》 | 이박사         |      |

### 뮤지컬
| 연도 | 제목          | 역할 | 비고 |
| ---- | ------------- | ---- | ---- |
| 2004 | 《밟아 밟아》 |      |      |

### 텔레비전 프로그램
- 2013년 2월 14일 MBC 《황금어장 - 무릎팍도사》 12회
- 2014년 3월 9일 KBS2 《해피선데이 - 슈퍼맨이 돌아왔다》 19회
- 2014년 10월 19일 SBS 《일요일이 좋다 - 런닝맨》 217회
- 2016년 6월 12일 SBS 《일요일이 좋다 - 런닝맨》 303+304회
- 2016년 12월 8일 tvN 인생술집 1회
- 2018년 10월 25일 KBS2 《해피투게더 4》 3회
- 2021년 11월 6일 쿠팡플레이 《SNL 코리아》 10회
- 2022년 1월 1일 놀라운 토요일 193회
- 2023년 3월 1일 tvN 《유퀴즈 온더 블럭》
- 2023년 3월 2일 ~ 2023년 5월 4일tvN 《텐트 밖은 유럽 스페인 편》 - 고정출연

### 웹예능
- 2024년 7월 26일 유튜브 《나영석의 와글와글》10회

### 라디오 프로그램
- 2016년 EBS 《EBS 책 읽는 라디오 낭독 시리즈》

### TV 광고
- 2010년 SK텔레콤 안드로이드 'OVJET' 편
- 2013년 롯데카드 골든웨이브
- 2015년 신한금융투자 해외투자편
- 2015년 하나카드 모바일카드 mobi 1
- 2016년 현대자동차 그랜저 (with 이성민)
- 2016년 SK텔레콤 생활플랫폼
- 2017년 루헨스 정수기, 공기청정기
- 2017년 쌤소나이트 캐리어
- 2018년 AXA 보험광고
- 2020년 동아제약 모닝케어
- 2020년 폭스바겐 더 뉴 파사트 GT
- 2021년 잠적 혼자만의 여행 프로그램
- 2022년 도루코 도루코 페이스
- 2022년 SK텔레콤 T딜
- 2023년 KCC 홈씨씨 인테리어
- 2024년 동국제약 메모레인

## 수상 및 후보
| 연도 | 시상식                          | 부문                             | 작품                   | 결과 |
| ---- | ------------------------------- | -------------------------------- | ---------------------- | ---- |
| 2009 | KBS 연기대상                    | 남자 조연상                      | 솔약국집 아들들        | 후보 |
| 2010 | 제18회 이천춘사대상영화제       | 신인남우상                       | 베스트셀러             | 수상 |
| 2011 | 제47회 백상예술대상             | 영화부문 남자 신인연기상         | 글러브                 | 후보 |
| 2011 | SBS 연기대상                    | 드라마스페셜부문 남자 특별연기상 | 뿌리깊은 나무          | 후보 |
| 2012 | 제21회 부일영화상               | 남우조연상                       | 범죄와의 전쟁          | 수상 |
| 2013 | 제49회 백상예술대상             | 영화부문 남자 조연상             | 용의자X                | 후보 |
| 2013 | 제34회 청룡영화상               | 남우조연상                       | 화이: 괴물을 삼킨 아이 | 후보 |
| 2014 | 제18회 부천국제판타스틱영화제   | 잇 스타 어워드                   | 끝까지 간다            | 수상 |
| 2014 | 제23회 부일영화상               | 남우조연상                       | 끝까지 간다            | 후보 |
| 2014 | 제51회 대종상                   | 남우조연상                       | 끝까지 간다            | 후보 |
| 2014 | 제35회 청룡영화상               | 남우조연상                       | 끝까지 간다            | 수상 |
| 2014 | 한국영화배우협회                | 대한민국 톱 조연상               | 끝까지 간다            | 수상 |
| 2014 | KBS 연기대상                    | 남자 조연상                      | 태양은 가득히          | 후보 |
| 2015 | 제10회 맥스무비 최고의 영화상   | 최고의 남자조연배우상            | 끝까지 간다            | 수상 |
| 2015 | 제9회 아시안 필름 어워드        | 남우조연상                       | 끝까지 간다            | 후보 |
| 2015 | 제51회 백상예술대상             | 영화부문 남자 최우수연기상       | 끝까지 간다            | 수상 |
| 2015 | 제24회 부일영화상               | 남우조연상                       | 암살                   | 후보 |
| 2015 | 제36회 청룡영화상               | 남우조연상                       | 암살                   | 후보 |
| 2016 | 제21회 춘사영화상               | 남우조연상                       | 암살                   | 수상 |
| 2016 | 제52회 백상예술대상             | 영화부문 남자 조연상             | 암살                   | 후보 |
| 2016 | 제52회 백상예술대상             | TV부문 남자 최우수연기상         | 시그널                 | 후보 |
| 2016 | 제5회 아시아태평양 스타 어워즈  | 중편드라마부문 남자 최우수연기상 | 시그널                 | 수상 |
| 2016 | 제1회 tvN10 어워즈              | 남자배우상                       | 시그널                 | 후보 |
| 2016 | 제1회 tvN10 어워즈              | 드라마부문 대상                  | 시그널                 | 수상 |
| 2016 | 제1회 아시아 아티스트 어워즈    | 드라마부문 대상                  | 시그널                 | 수상 |
| 2016 | 제7회 대한민국 대중문화예술상   | 국무총리 표창                    | 빈칸                   | 수상 |
| 2016 | 제5회 스타의밤 대한민국톱스타상 | 톱스타상                         | 빈칸                   | 수상 |
| 2017 | 제53회 백상예술대상             | 영화부문 남자 조연상             | 아가씨                 | 후보 |
| 2017 | 제26회 부일영화상               | 남우주연상                       | 해빙                   | 후보 |
| 2018 | 제55회 대종상                   | 남우주연상                       | 독전                   | 후보 |
| 2018 | 제3회 동아닷컴‘s PICK           | 금손상                           | 빈칸                   | 수상 |
| 2020 | 제18회 피렌체한국영화제         | 페스티벌 시네마상                | 빈칸                   | 수상 |
| 2020 | 제24회 판타지아 국제영화제      | 슈발 느와르 부문 특별언급상      | 사라진 시간            | 수상 |
| 2020 | 제21회 부산영화평론가협회상     | 남자연기자상                     | 사라진 시간            | 수상 |
| 2020 | 제7회 한국영화제작가협회상      | 남우주연상                       | 블랙머니               | 수상 |
| 2021 | 제40회 황금촬영상               | 남우주연상                       | 블랙머니               | 수상 |
| 2021 | 제57회 백상예술대상             | 영화부문 남자 최우수연기상       | 사라진 시간            | 후보 |
| 2021 | 제8회 들꽃영화상                | 남우주연상                       | 사라진 시간            | 후보 |
| 2021 | 제26회 춘사영화제               | 남우주연상                       | 사라진 시간            | 후보 |
| 2022 | 제31회 부일영화상               | 남우주연상                       | 경관의 피              | 후보 |
| 2024 | 제44회 황금촬영상               | OTT부문 특별연기상               | 노 웨이 아웃 : 더 룰렛 | 수상 |